# Anton Friedrich Mittrowsky von Mittrowitz und Nemischl

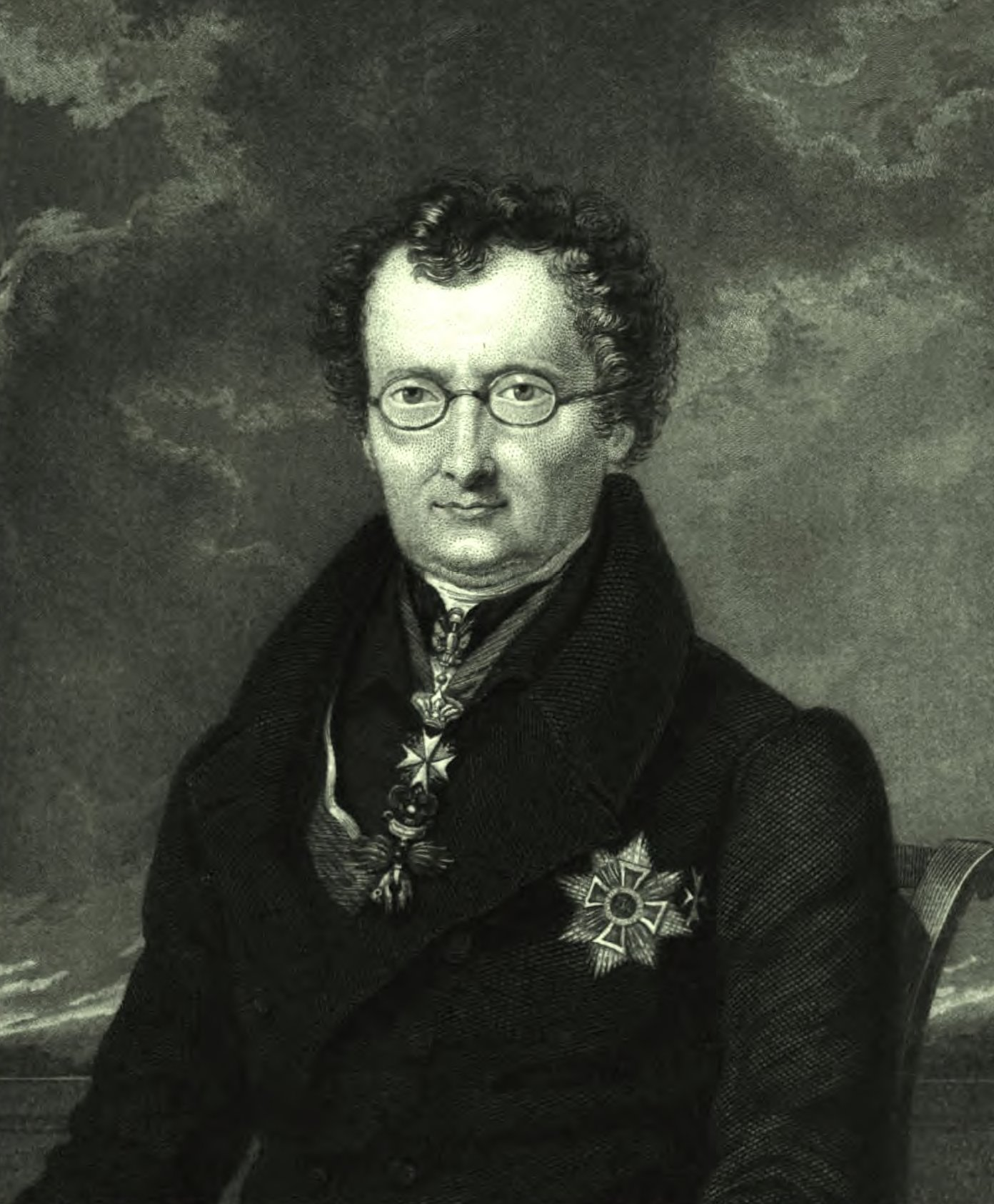
Anton Friedrich Mittrowsky von Mittrowitz und Nemischl 1835

Anton Friedrich Graf Mittrowsky von Mittrowitz und Nemischl (tschechisch: Antonín Bedřich hrabě Mitrovský z Nemyšl) (* 20. Mai 1770 in Brünn; † 1. September 1842 in Wien) entstammte einem alten mährischen Adelsgeschlecht, war k. k. Wirklicher Geheimer Rat und Kämmerer, Gouverneur von Mähren und Schlesien, Oberster Kanzler der k. k. vereinigten Hofkanzlei sowie Präsident der Studienhofkommission.

## Leben

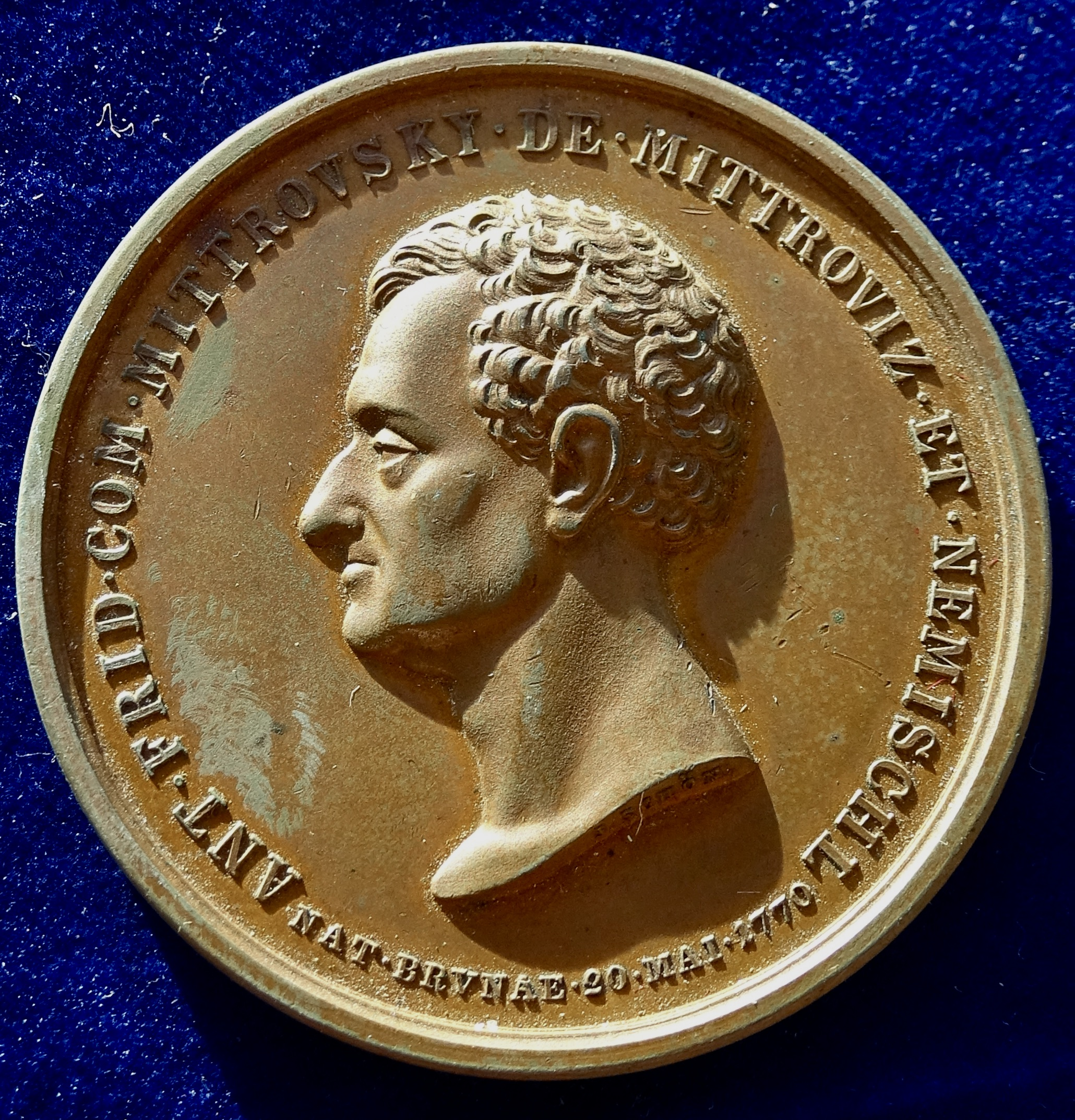
Anton Friedrich, Graf Mittrovsky Medaille von 1841

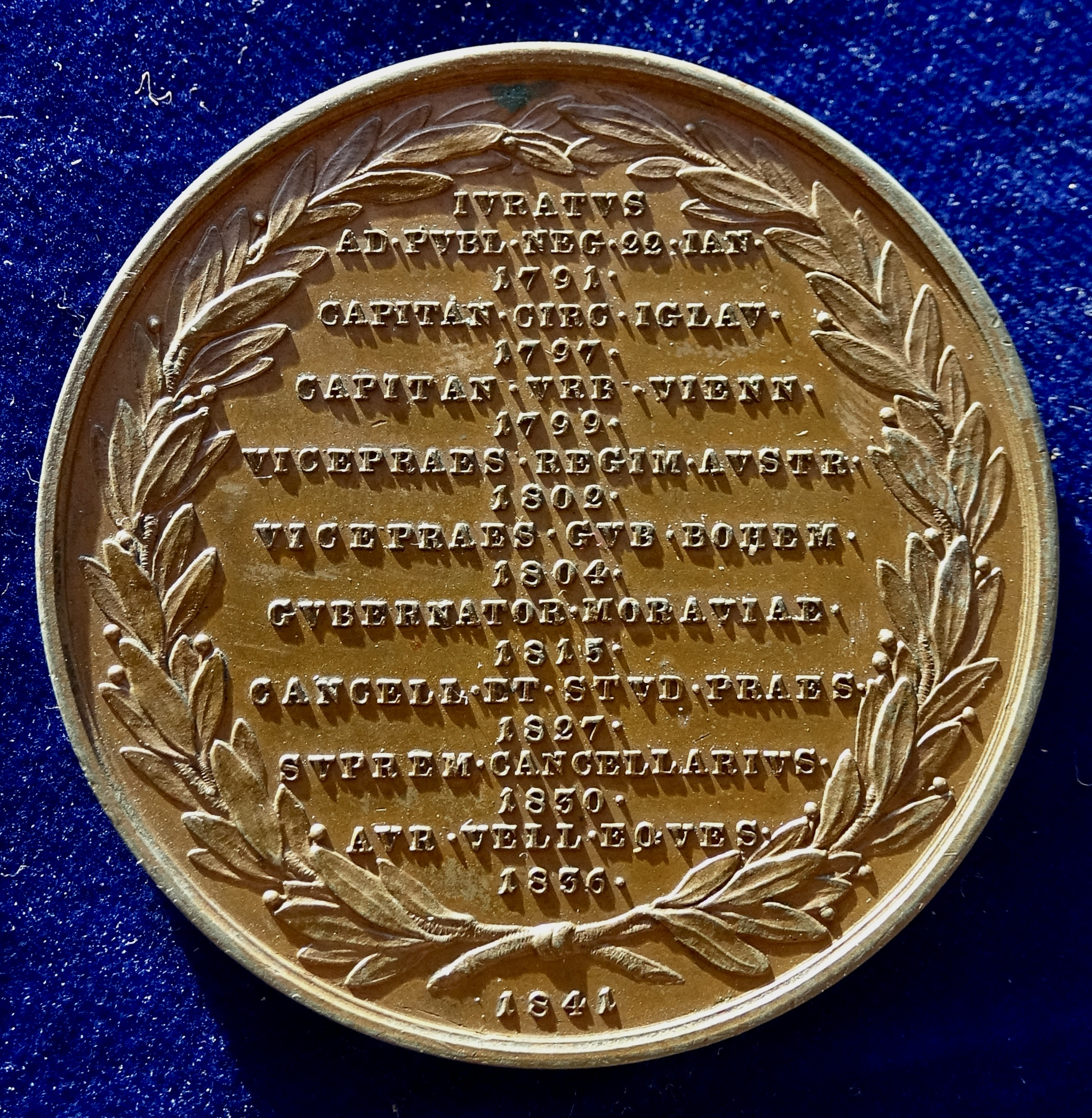
Die Rückseite dieser Medaille mit wichtigen biografischen Daten

Seine Eltern waren der Präsidenter des Appellationsgerichts Johann Baptist Graf Mittrowsky (1736–1811) und dessen erste Ehefrau Josepha geb. Gräfin Pergen († 1796).
Anton Friedrich war Zögling des Theresianums, trat nach Abschluss des juristischen Studiums 1791 in den Dienst der Böhmischen Hofkanzlei wurde 1792 Kreiskommissär in Iglau, 1796 dort bereits Kreishauptmann, 1797 in Znaim.
Nachdem er 1802 zum Wirklichen Geheimen Rat ernannt worden war, war er für je zwei Jahre zuerst Vizepräsident der niederösterreichischen Regierung, danach Vizepräsident des böhmischen Guberniums. 1815 berief ihn Kaiser Franz I. zum Gouverneur von Mähren und Schlesien. Dieses Amt hatte er für zwölf Jahre inne. In dieser Zeit machte er sich durch das Sammeln und Sicherstellen historischer Schriftquellen um die Landeskunde sowie um die Gründung des Kaiser-Franz-Museums in Brünn 1817 verdient.
1827 wurde er zum Hofkanzler, 1830 zum Obersten Kanzler und Präsidenten der Studienkommission berufen, Ämter, die er bis zu seinem Tod bekleidete. In dieser Funktion ließ er neue Lehr- und Bildungsanstalten, Institute für Kunst und Wissenschaften errichten, auch sorgte er für den Ausbau des Straßen- und Schifffahrtswegen. Sein Nachfolger wurde Karl von Inzaghi. Mittrowsky engagierte sich in der Förderung der Bestrebungen zur raschen Einführung des sich gerade entwickelnden Eisenbahnwesens durch den Staat, nach belgischem Vorbild.
Der Herr der Herrschaften Wiesenburg, Morawetz und der Burg Mittrow in Mähren wurde schon 1801 Ehrenbürger von Wien.

## Familie
Mittrowsky heiratete die Gräfin Leopoldine von Klebelsberg  († 16. September 1831). Das Paar hatte mehrere Kinder:
- Anton Friedrich (* 16. April 1801), Herr auf Großherrlitz, k. k. Geheimrat, Kämmerer, Präsident des böhmischen Oberstlandesgerichts

⚭ 1833 Gräfin Adelheid von Clams-Gallas († 7. Februar 1836)
⚭ 1839 Gräfin Therese von Würben (* 1. April 1812)
- Josef (1802–1875), Ritter des Malteserordens, Generalmajor
- Aloysia  (1799–1823)
- Leopoldine (* 6. April 1805) ⚭ 1823 Freiherr Joseph von Honrich, Herr der Herrschaft Kunstadt

## Auszeichnungen (Auswahl)
- Orden vom Goldenen Vlies
- Großkreuz und Kanzler des Österreichischen Leopold-Ordens
- Großkreuz des souveränen Ordens des Heiligen Johann von Jerusalem und (Ehren-Bailli)[5]

## Wappen

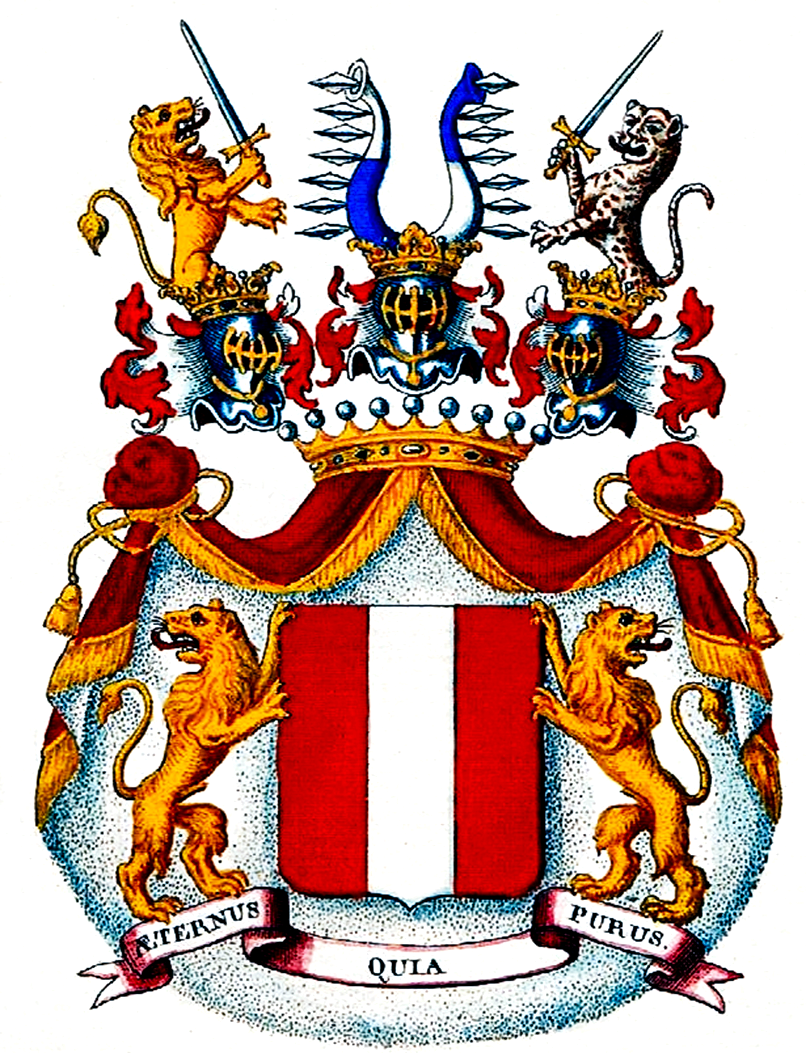
Wappen der Grafen Mittrowsky von Mittrowitz und Nemischl 1769

1769: Im roten Schilde ein silberner Pfahl. Über der Grafenkrone erheben sich drei gekrönte Helme. Aus dem rechten Helme wächst einwärtssehend ein Löwe von natürlicher Farbe auf, welcher in der linken Vorderpranke ein Schwert emporhält. Auf dem mittleren Helme (zum Stammwappen gehörend) stehen zwei von Silber und Rot quer geteilte Büffelhörner von gewechselten Tinkturen, welche an der Mündung besetzt sind. Aus dem linken Helme wächst einwärtssehend ein Tiger von natürlicher Farbe auf, welcher in der rechten Tatze aufrecht ein Schwert trägt. Die Helmdecken sind rot und silbern und den Schild halten zwei auswärtssehende, grimmige Löwen.